# Туччи, Роберто
Роберто Туччи (итал. Roberto Tucci; 19 апреля 1921, Неаполь, королевство Италия — 14 апреля 2015, Рим) — итальянский кардинал, иезуит, крупный католический журналист, не имевший епископской ординации. Генеральный директор Ватиканского Радио с 1973 по 1985. Кардинал-дьякон с титулярной диаконией Сант-Иньяцио-ди-Лойола-а-Кампо-Марцо с 21 февраля 2001 по 21 февраля 2011. Кардинал-священник с титулом церкви pro hac vice Сант-Иньяцио-ди-Лойола-а-Кампо-Марцо c 21 февраля 2011.

## Биография
Мать будущего кардинала исповедовала англиканство. В 15 лет он вступил в Общество Иисуса, получил академические степени по философии, богословию и юриспруденции. В 1950 году был рукоположён в священники, а затем преподавал в Неаполе на богословском факультете. Там выступил соучредителем журнала «Религиозный дайджест», переименованный затем в «Богословское обозрение».
В 1956 году вступил в Коллегию писателей иезуитского журнала «La Civilta’ Cattolica» («Католическая культура»). В 1959 году возглавил это издание.
Внёс значительный вклад в работы Второго Ватиканского собора. Являлся членом Подготовительной комиссии по вопросу апостольства мирян, а затем в качестве эксперта участвовал в разработке Декрета об апостольстве мирян и Пастырской конституции о Церкви в современном мире. На протяжении второй, третьей и четвёртой сессий Собора он ежедневно проводил пресс-конференцию для журналистов, аккредитованных в Зале Печати Святейшего Престола. После закрытия Собора он был членом Комиссии по апостольству мирян, вплоть до создания Совета мирян.
- 1961—1982 гг. — вице-президент Католического союза итальянской печати,
- 1965—1989 гг. — консультант в Папском совете по социальным коммуникациям,
- 1969 и 1971 гг. — работал в пресс-центре ассамблей Синода Епископов,
- 1967—1969 гг. — генеральный секретарь Итальянской провинции Общества Иисуса,
- 1970—1971 гг. — членом Комитета по разработке Пастырской инструкции в области социальных коммуникаций «Communio et progressio» на её окончательной редпкции,
- 1970—1975 гг. — советник генерального настоятеля отца Педро Аррупе по экуменизму,
- 1973—1989 гг. — консультант в Секретариате по христианскому единству.
- 1973—1985 гг. — генеральный директор Радио Ватикана, уйдя в отставку продолжал работать в Координационном комитете Радио Ватикана,
- 1977—1983 гг. — работал также в исполнительном совете Университета Джорджтауна.

В течение многих лет он был одним из редакторов международного богословского журнала «Concilium». В 1969 году стал лауреатом журналистской премии Католической ассоциации печати США за статью, внесшую особый вклад в дело экуменизма.
В 1976 году был удостоен звания кавалера ордена французского Почётного легиона.
До 2001 года он был и организатором Папских зарубежных визитов.
Папа Иоанн Павел II возвел отца Роберто Туччи в сан кардинала 21 февраля 2001 года, с титулярной церковью Сант-Иньяцио-ди-Лойола-а-Кампо-Марцо.
Скончался кардинал Роберто Туччи 14 апреля 2015 года в Риме, не дожив 4 дней до своего 94-летия.

## Интересные факты
Римский суд приговорил Роберто Туччи к 10 дням тюремного заключения условно. Это символическое наказание было назначено ему как руководителю Радио Ватикана, за то что передатчики радиостанции имеют слишком большую мощность и якобы наносят вред здоровью.